# Oxyurichthys stigmalophius
Oxyurichthys stigmalophius és una espècie de peix de la família dels gòbids i de l'ordre dels perciformes.

## Morfologia
Els mascles poden assolir els 16,5 cm de longitud total.

## Distribució geogràfica
Es troba des de Florida, les Bahames i el sud del Golf de Mèxic fins a Surinam.